# Sassenfjorden

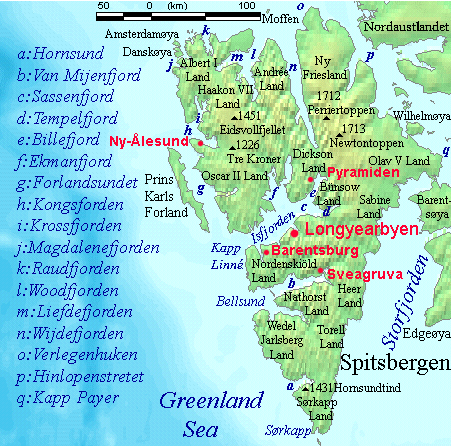
Localización del Sassenfjorden (letra c).

El Sassenfjorden o fiordo de Sassen es una de las dos bahías formadas por la división del Isfjorden, en la isla noruega de Spitsbergen, en el archipiélago de las Svalbard. La otra bahía es el Nordfjorden.
El Sassenfjorden es uno de los fiordos que más se internan en Spitsbergen, junto al Tempelfjorden y el Billefjorden, así como la bahía de Gypsvika, alimentados por el glaciar Gypsdalen.
El Sassenfjorden es uno de los fiordos por los que circulan los cruceros en razón de investigaciones geológicas.
- Datos: Q2982660
- Multimedia: Sassenfjorden / Q2982660